# Ewelina Sętowska
Ewelina Sętowska (Polonia, 5 de marzo de 1980) es una atleta polaca especializada en la prueba de 4x400 m, en la que ha logrado ser medallista de bronce europea en 2006.

## Carrera deportiva
En el Campeonato Europeo de Atletismo de 2006 ganó la medalla de bronce en los relevos 4x400 m, con un tiempo de 3:27.77 segundos, llegando a meta tras Rusia y Bielorrusia, siendo sus compañeras de equipo: Grażyna Prokopek, Monika Bejnar y Anna Jesień.